# Trachycarpus nanus
Trachycarpus nanus är en enhjärtbladig växtart som beskrevs av Odoardo Beccari. Trachycarpus nanus ingår i släktet Trachycarpus och familjen Arecaceae. Inga underarter finns listade i Catalogue of Life.